# Paramacellodus
Paramacellodus — викопний рід сцинкоморфових ящірок ранньої крейди в Англії та Франції та пізньої юри в Португалії та західній частині США. Типовий вид, Paramacellodus oweni, був названий у 1967 році від найдавнішої крейдяної (беріаської) групи Пурбека в Дорсеті, Англія. Додатковий матеріал, що належить до виду Paramacellodus, можливо, P. oweni, був описаний у формації Моррісон, зокрема в Комо Блафф, штат Вайомінг, і Національному пам’ятнику динозаврів, штат Юта. Невизначений вид відомий з беріаського кісткового ложа Анж-Шаранта у Франції.
Paramacellodus належив до вимерлої родини сцинкоморфів під назвою Paramacellodidae, яка охоплювала більшу частину Лавразії протягом пізньої юри та ранньої крейди та представляла одне з найдавніших еволюційних відгалужень ящірок.